# Al-Furqan Islamic Heritage Foundation
Die Al-Furqān Islamic Heritage Foundation ist eine im Vereinigten Königreich unter der Nummer 2329628 registrierte gemeinnützige Stiftung. Sie wurde 1988 in London von der Yamani Cultural and Charitable Foundation gegründet. Sheikh Ahmed Zaki Yamani war der Gründer der beiden Stiftungen.
Von ihr herausgegeben wird unter anderem der World Survey of Islamic Manuscripts.
Die Al-Furqan-Bibliothek wurde 1991 gegründet.
Die Bezeichnung Al-Furqān (arabisch الفرقان) steht im Arabischen für Scheidung, Trennung, Entscheidung, Unterscheidung und wird im Koran an mehreren Stellen als Paraphrase des Korans verwendet. Al-Furqān ist auch der Name der 25. Koransure.